# Karl Kerbach
Karl Kerbach (30 settembre 1918 – 28 novembre 1994) è stato un calciatore austriaco, di ruolo attaccante.

## Carriera
Fu capocannoniere del campionato austriaco nel 1943.